# Тарасова, Анастасия Евгеньевна
Анастасия Евгеньевна Тарасова (род. 9 сентября 1980, Полевской) — российский кинорежиссёр и композитор, диджей.

## Биография
Родилась в г. Полевской Свердловской области. С 1996 по 2001 год училась на факультете журналистики Уральского государственного университета.
В 2002 году участвовала в проекте «Театр.doc».
В 2006 году окончила режиссёрский факультет ВГИКа им. С. А. Герасимова (мастерская неигрового кино И. Гелейна).
ВГИКовская курсовая работа Насти Тарасовой «Старая дача», снятая Ириной Шаталовой, на 9-м кинофестивале «Off cinema» в Познани завоевала Гран-при, и участвовала в 8-й программе «Европейского смотра новых талантов» 59-го Каннского кинофестиваля.
Программный директор Фестиваля документального кино ДОКер.
В настоящее время в качестве режиссёра участвует в нескольких международных проектах и занимается созданием музыки под псевдонимом DJ Sovatara.

## Фильмография

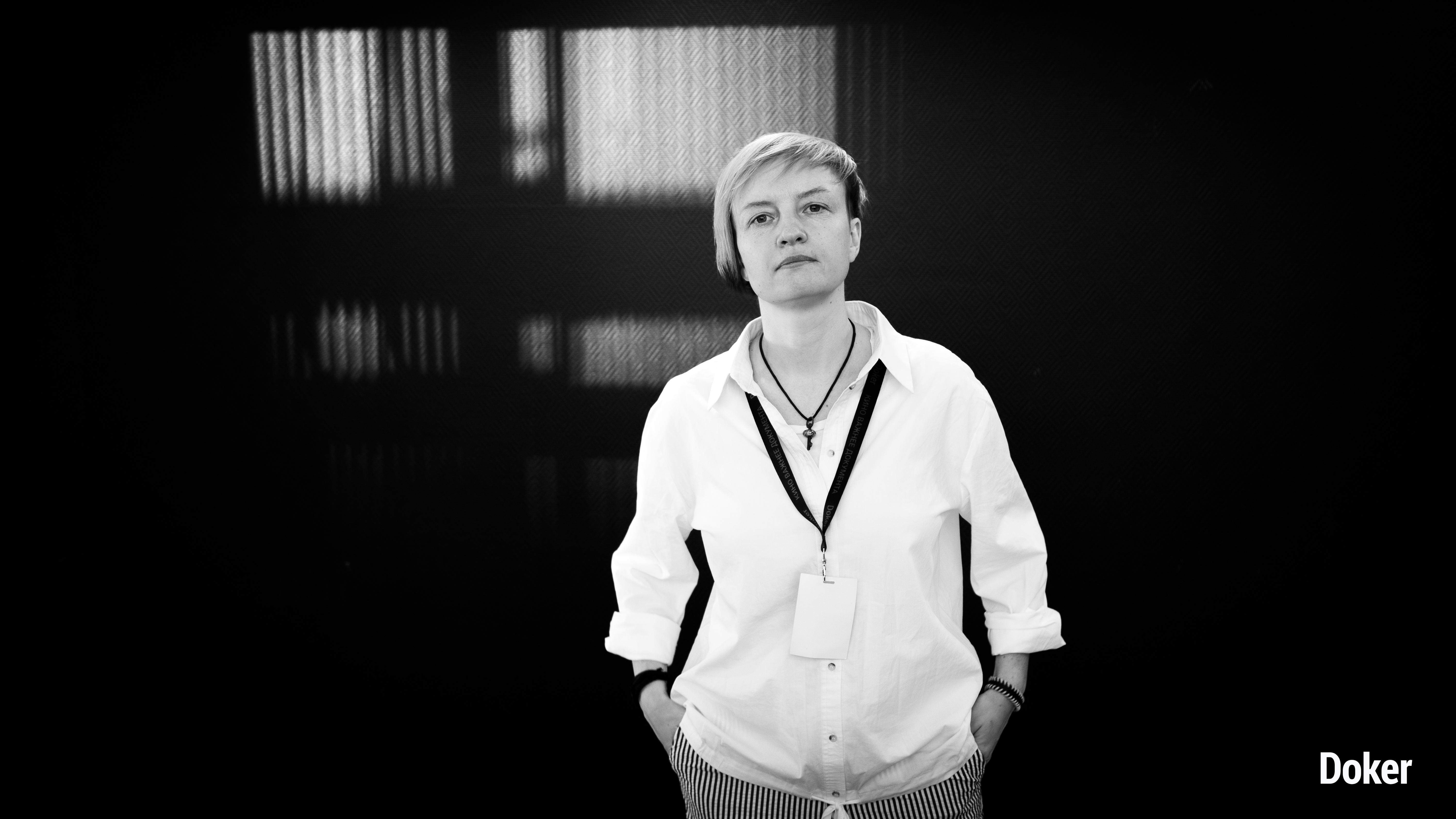
Режиссер Настя Тарасова в августа 2022 перед Закрытием Международного фестиваля документальное кино "ДОКер"

- 2004 — «Шагнувшие в войну» (короткометражный, документальный, игровой)
- 2005 — «Свет Белого моря» (короткометражный, документальный)
- 2005 — «Старая дача» (короткометражный, игровой, курсовой)[1]
- 2006 — «Дети великого озера» (короткометражный, документальный)
- 2007 — «Без границ» (короткометражный, документальный)
- 2008 — «Верная» (короткометражный, документальный)[1]
- 2009 — «Безработные»
- 2012 — «Линар» [2]
- 2022 — «Переправа»

## Призы и награды

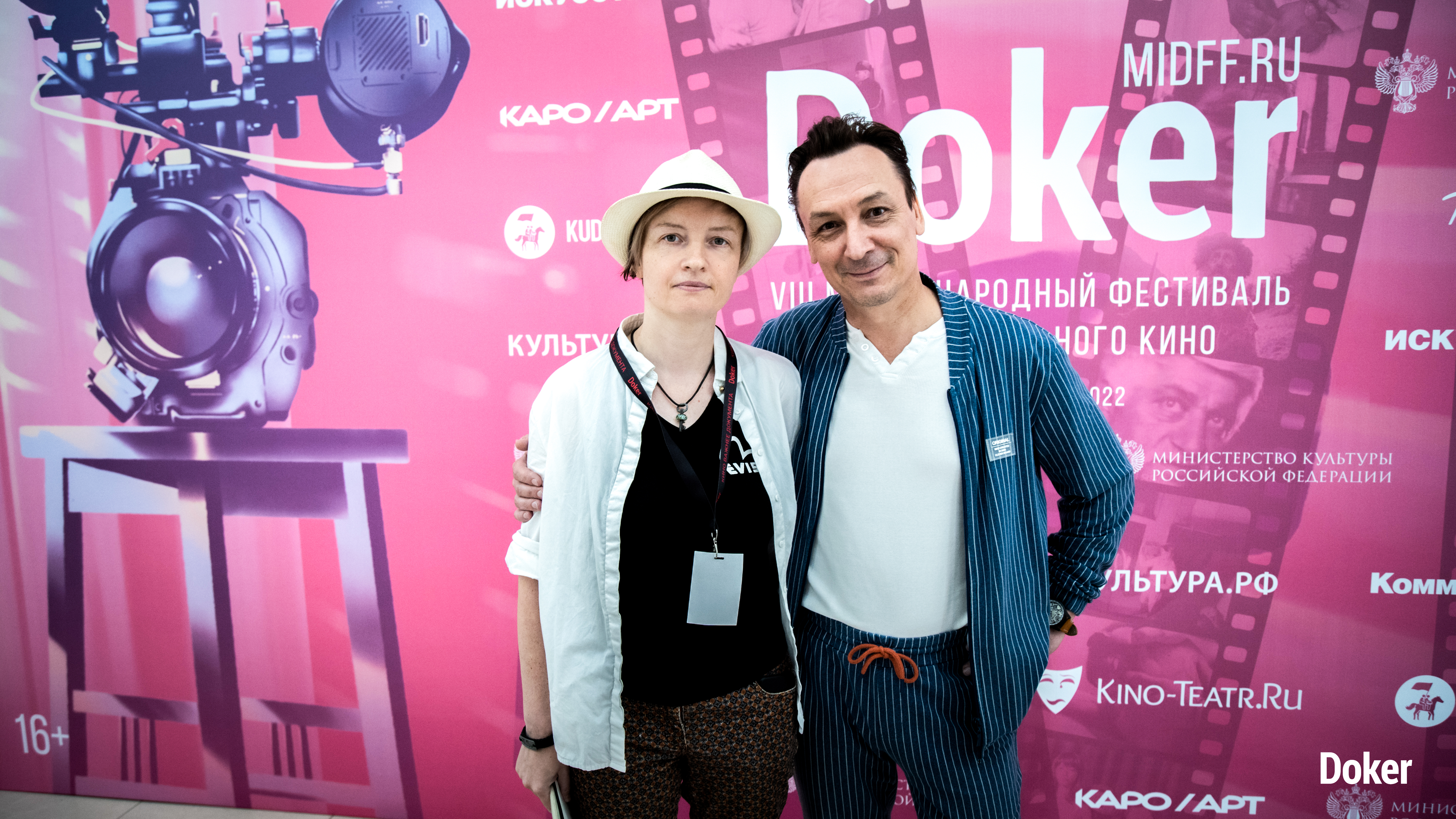
Программный директор Международного фестиваля документальных фильмов "ДОКер" Настя Тарасова со своим старшим братом - бизнесменом, киносценаристом, кэвээнщиком Денисом Тарасовым во время фестиваля в кинотеатре "Октябрь". Август 2022 года.

- 2005 — Специальный приз на II фестивале «Победили вместе», Севастополь («Шагнувшие в войну»).
- 2005 — Гран При «Золотой замок» на IX МКФ «Off Cinema» в Познани, Польша («Старая дача»).
- 2006 — Участник 8-й программы «Kodak European Showcase For New Talent» на 59-м Каннском кинофестивале («Старая дача»).
- 2006 — Диплом V открытого кинофестиваля «Начало» «За оригинальное решение публицистической темы», Санкт-Петербург («Старая дача»).